# 甄立言
甄立言（575年9月29日—638年），字雅荣，许州扶沟人，隋朝、唐朝官员。兄甄权。撰《本草音义》七卷，《古今录验方》五十卷。武德年间官至太常丞。御史大夫杜淹患风毒发肿，唐太宗令立言问他看病。甄立言奏道：「从今更十一日午时必死。」就像他说的一样。当时有尼姑明律，六十余岁，患心腹鼓胀，体瘦，已经二年。甄立言诊脉说：「其腹内有虫，当是误食发为之耳。」于是让她服雄黄，随后吐出一蛇，如人手小指，只是没有眼睛，烧它，犹有发气，尼姑病愈。甄立言不久去世。